# Friedrich von Szerdahely
Friedrich von Szerdahely (* 4. August 1782 auf Wirballen; † 4. Dezember 1846 in  Neuenburg i. Westpr.) war ein preußischer Generalmajor.

## Leben

### Herkunft
Die Familie Szerdahely stammte aus Ungarn und war schon lange in preußischen Diensten. Szerdahely war der Sohn des gleichnamigen Friedrich von Szerdahely  (* 1754; † 6. Dezember 1825) und dessen Ehefrau Justine Juliane, geborene Schwarz (* 10. Mai 1766; † 29. Januar 1838). Sein Vater war Oberst und Kommandeur des 1. Leib-Husaren-Regiments sowie Ritter des Ordens Pour le Mérite und Herr auf Rinkowken.

### Militärkarriere
Szerdahely kam am 1. März 1795 als Junker in das Husarenregiment „von Suter“ der Preußischen Armee und avancierte bis Ende Mai 1801 zum Sekondeleutnant. Während des Vierten Koalitionskrieges kämpft er in den Gefechten bei Ortelsburg, Waltersdorf und Braunsberg. Am 25. Januar 1807 erhielt er den Orden Pour le Mérite.
Nach dem Frieden von Tilsit kam Szerdahely am 20. Dezember 1808 in das 2. Leib-Husaren-Regiment und stieg bis 22. August 1811 mit Patent vom 9. Mai 1811 zum Stabsrittmeister auf. Am 14. Mai 1812 wurde er als Rittmeister dem 1. Leib-Husaren-Regiment aggregiert. Szerdahely nahm 1812 an Napoleons Russlandfeldzug teil, kämpfte im Gefecht bei Bierze und erwarb bei Solazzy den französischen Orden der Ehrenlegion. Dort wurde er am 4. Dezember 1812 zum Eskadronchef ernannt.
1813 brachen die Befreiungskriege aus. In der Schlacht an der Katzbach erwarb Szerdahely das Eiserne Kreuz II. Klasse. Er nahm an den Schlachten bei Leipzig sowie Ligny teil und wurde für Belle Alliance mit dem Eisernen Kreuz I. Klasse ausgezeichnet. Ferner war er bei den Gefechten bei Luckau, Bischofswerda und nahm am Übergang bei Wartenburg teil. Bei Meaux wurde er verwundet und erhielt den Orden der Heiligen Anna II. Klasse. Am 15. Dezember 1813 wurde er als Major ohne Patent dem 1. Schlesischen Husaren-Regiment aggregiert und am 14. April 1814 erhielt Szerdahely das Patent zu seinem Dienstgrad. Am 29. März 1815 folgte seine Versetzung als etatsmäßiger Stabsoffizier in das 2. Ulanen-Regiment.
Am 12. Dezember 1816 erhielt er den russischen Sankt-Stanislaus-Orden II. Klasse. Am 30. März 1822 wurde er mit Patent vom 3. April 1822 zum Oberstleutnant befördert und am 18. Juni 1825 mit der Führung des 6. Ulanen-Regiments beauftragt. Zudem wurde ihm das Dienstkreuz verliehen. Mit seiner Beförderung zu Oberst wurde Szerdahely am 30. März 1827 zum Regimentskommandeur ernannt. In gleicher Eigenschaft war er vom 30. März 1831 bis zum 29. März 1835 beim 8. Ulanen-Regiment und anschließend beim 16. Kavallerie-Regiment tätig. Am 30. März 1835 avancierte er zum Generalmajor und erhielt am 17. Oktober 1836 den Roten Adlerorden III. Klasse mit Schleife. Szerdahely nahm am 4. März 1837 seinen Abschied mit einer jährlichen Pension von 2200 Talern. Er starb am 4. Dezember 1846 unverheiratet in Neuenburg (Kreis Schwetz).